# Orde van Zjoekov
De Orde van Zjoekov (Russisch: Орден Жукова; Orden Zjoekova) is een op 9 mei 1994 ter gelegenheid van de vijftigste verjaardag van de Russische overwinning in de "Grote Vaderlandse Oorlog" ingestelde ridderorde. De orde heeft een enkele graad en werd aan veteranen van de oorlog, meestal oude generaals, toegekend.
Het instellen van deze orde was een eerherstel voor de door Stalin naar Siberië overgeplaatste maarschalk Zjoekov. Met een naar hem vernoemde orde is hij waar het onderscheidingen aangaat nu de gelijke van overwinnaars in eerdere oorlogen als Soevorov met de Orde van Soevorov, Koetoezov met de Orde van Koetoezov en Alexander Nevski.
Op de ster is maarschalk Zjoekov in uniform afgebeeld met de ster van een Maarschalk van de Sovjet-Unie om de hals en zijn vier sterren van een Held van de Sovjet-Unie op de borst.
Behalve aan verdienstelijke veteranen wordt de orde ook aan de commandanten van de strijdkrachten van de Russische Federatie worden toegekend voor een voortreffelijk uitoefenen van hun taak tijdens de verdediging van hun land.
Men droeg de ster van de orde, zoals bij de socialistische orden gebruikelijk was, op de linkerborst. Deze ster werd tussen 1994 en 2010 niet aan een lint gedragen maar op een uniform mocht men een baton dragen van geel lint met een wit-rood-blauwe middenstreep.
Sinds 2010 wordt de ster aan een tot een vijfhoek gevouwen lint gedragen.